# Panicum eligulatum
Panicum eligulatum är en gräsart som beskrevs av Nicholas Edward Brown. Panicum eligulatum ingår i släktet vipphirser, och familjen gräs. Inga underarter finns listade i Catalogue of Life.